# 奥克彦
奥 克彦（おく かつひこ、1958年1月3日 - 2003年11月29日）は、日本の外交官。イラク日本人外交官射殺事件で銃撃を受け殉職した。参事官から大使に2階級特進。位階勲章は従四位旭日中綬章。学歴は早稲田大学政治経済学部政治学科卒業。学位は政治学士（早稲田大学）。称号は大使。
兵庫県宝塚市出身。家族は夫人とこども3人（1男2女）。

## 経歴
- 1958年（昭和33年）1月3日、兵庫県宝塚市に生まれる。
- 1973年 宝塚市立宝塚中学校卒業。
- 1976年 兵庫県立伊丹高等学校卒業。
- 1981年 早稲田大学政治経済学部政治学科卒業（外務公務員採用上級試験に合格）。
- 1981年4月 外務省に入省。
- 1982年 英語研修（在イギリス日本国大使館外交官補として、オックスフォード大学ハートフォード・カレッジにて在外研修）
  - ラグビー部に所属し、レギュラーとして活躍。
  - 1985年 関東ラグビーフットボール協会ツアーコミッティ委員
- 大臣官房
- アジア局南西アジア課
- 情報調査局安全保障政策室
- 1990年8月より、在イラン大使館二等書記官
- 在米国大使館一等書記官
- 在外公館課首席事務官
- 会計課首席事務官
- 北米局日米協力推進室長兼経済局アジア欧州協力室長
- 経済局国際経済第一課長
- 総合外交政策局国連政策課長等を歴任。
  - 1996年 日本ラグビーフットボール協会国際委員会委員
  - 1999年 日本ラグビーフットボール協会総務委員会委員
- 2001年10月より、在イギリス日本大使館参事官。
- 2001年12月 田中眞紀子外務大臣により官房機密費をめぐる疑惑を受け、懲戒戒告処分（給与20％1カ月分自主返納）。
- 2003年4月 米国が復興人道支援室 (ORHA) を設立した直後からイラクに長期出張。復興人道支援室（5月に連合暫定施政当局 に改編）と日本政府とのパイプ役を務め、日本のイラク復興支援の先頭に立って活動。
- 2003年11月29日 井ノ上正盛三等書記官と共に北部イラク支援会議に出席するため、ティクリート（イラク北部）に四輪駆動の軽防弾車で向かう途上を銃撃され殉職（イラク日本人外交官射殺事件）。45歳没。同日付で従四位に叙され旭日中綬章を追贈、さらに大使の称号が付与された[1]。
- 2003年12月6日 青山葬儀所で奥家・井ノ上家・外務省合同葬がとりおこなわれ、小泉純一郎総理以下、総理経験者、現職大臣、また各国大使などが参列した。

## 同期

### 同期入省
- 兼原信克（14年国家安全保障局次長兼務・12年内閣官房副長官補）
- 泉裕泰（19年日本台湾交流協会台北事務所長・17年バングラデシュ大使）
- 上月豊久（15年ロシア大使）
- 岡村善文（19年OECD大使・17年人権人道担当大使）
- 山田彰（17年ブラジル大使・14年メキシコ大使）
- 上村司（21年日本国政府代表（中東和平担当特使）、17年サウジアラビア大使）
- 佐藤地（17年駐ハンガリー大使・15年ユネスコ大使）
- 側嶋秀展（19年ミクロネシア大使・16年ザンビア大使）
- 香川剛廣（18年国際貿易・経済担当大使・15年エジプト大使）
- 石兼公博（19年国連大使・17年カナダ大使）
- 高岡正人（19年クウェート大使・16年モンゴル大使・13年シドニー総領事・12年イラク大使）
- 高木昌弘（21年駐ドミニカ共和国大使・20年クリチバ総領事）
- 冨田浩司（21年駐米大使・19年韓国大使・15年イスラエル大使）
- 川村裕（24年依願免職・20年ノルウェー大使・18年沖縄大使・14年コートジボワール兼トーゴ兼ニジェール大使）
- 川村泰久（19年カナダ大使）
- 嘉治美佐子（19年クロアチア大使・14-17年ジュネーヴ代表部大使）
- 宮島昭夫（20年ポーランド大使・17年トルコ大使）
- 重枝豊英（15年リトアニア大使）
- 石井哲也（17年トンガ大使）
- 岡田誠司（20年バチカン大使・17年南スーダン大使）
- 冨永純正（14年青年海外協力協会会長・11年コンゴ民主共和国大使）
- 伊藤光子（15年世界の子どもにワクチンを日本委員会事務局長）
- 福嶌教輝（21年駐メキシコ大使・15年駐アルゼンチン大使）
- 福嶌香代子（19年ナッシュビル総領事）

### 同期留学
オックスフォード大学の留学同期に廣木重之がおり、廣木がニューヨーク総領事を務めていた2012年には、奥の母校兵庫県立伊丹高等学校とニューヨーク市立大学バルーク校付属高校との間で、総領事館を通じ姉妹校提携が結ばれた。

## 人物
- 実家は電器店であった。
- 小中学時代は野球、高校以降はラグビーに打ち込むかたわら、学業にも励む。
- 兵庫県立伊丹高校2年生の時に第54回全国高等学校ラグビーフットボール大会（於 東大阪花園ラグビー場）に出場。3年生ではキャプテンとして活躍した。
- 早稲田大学政治経済学部政治学科の2年生までラグビー部に在籍。その時、宿沢広朗に指導を受ける。1978年8月（20歳）、公務員試験（外交官志望）に備えるためにラグビーを退部。本人は退部したことを後々まで悔やんでいたという（『ラグビーマガジン』2004年2月号 奥大使追悼特集記事）。
- 研修留学したオックスフォード大では、日本人として初めてのレギュラー選手（ウィング）として活躍。
- 英国で120年以上の歴史を持つ英国伝統の会員制紳士クラブ「ギャリック・クラブ」（ロンドン市内）における日本人初の会員となった。 同クラブでは2003年12月8日 奥をしのぶ会が開かれた。主催したのは、オックスフォード大で奥と共にラグビーをプレイしたレッジ・クラーク（英政界第3党・自民党幹部職員、45歳）。
- 日本ラグビーフットボール協会員。
- 2003年、イラクへ赴任。

### イラク便り
奥は、2003年4月より死の2日前まで、「イラク便り」を71回（4月23日 - 11月27日）外務省ホームページにて公開していた。
この中で奥はテロリズムに対し「自らの主張を満足させるために、他人の犠牲をいとわないという卑劣きわまる考え方に基づく行動だ」「暴力に訴える者は理由が何であれ、結局、支持を得ることができない」と批判を行っていた。
8月22日と24日のイラク便りは、8月19日の国連事務所（バグダッド北東部のカナール・ホテル）が自爆テロの襲撃を受け、デ・メロ国連事務総長特別代表、クリス・ビークマンUNICEF次席代表を始め、多数の国連関係者が犠牲になった事件関連にふれている。
2004年1月、この「イラク便り」は本として出版され、印税は遺族の意向によりイラク復興支援事業に寄付された。

## 最期の同行者
- 井ノ上正盛
- ジョルジース・スライマーン・ズーラ

25年間に渡って在イラク日本国大使館に運転手として勤務した。イラク北部モスル北のカラムレス村出身。2003年11月29日、奥大使、井ノ上一等書記官と共に銃撃を受け殉職。54歳没。日本政府より、同日付で旭日単光章が授与された。

## 奥・井ノ上イラク子ども基金
2004年8月27日、関係者（早大ラグビー部同窓の清宮克幸など）は、奥・井ノ上のイラクに対する熱意を引き継ぎ、イラクの子どもたちを助けるための「奥・井ノ上イラク子ども基金」を立ち上げた。

## 参考資料
- 『外交フォーラム』No.184（2003年11月号）寄稿「イラクの戦後復興における国連の役割」
- 『外交フォーラム』No.187（2004年2月号）特別追悼企画「奥克彦大使・井ノ上正盛書記官の志」
- 『イラク便りー復興人道支援221日の全記録ー』 扶桑社 ; ISBN 459404333X ; （2004年1月30日）
- 『日本を想い、イラクを翔けた―ラガー外交官・奥克彦の生涯』松瀬 学 (著)新潮社 ISBN 4104600024 （2005年11月）
- 清宮克幸『究極の勝利 ULTIMATE CRUSH』（講談社、2006年2月） ISBN 4062132710
- 究極の勝利　ULTIMATE CRUSH』の英訳プレビュー （2006年9月出版）
- 2004年3月6日放送のNHKスペシャル「奧克彦大使 イラクでの足跡」で放送されたインタビュー[3]
- 『ラグビーマガジン』2004年2月号 奥大使追悼特集記事